# جاك غيدز
جاك غيدز هو طبيب أسنان كندي، ولد في 1926 في Milestone, Saskatchewan ‏ في كندا، وتوفي في 28 أغسطس 2017.